# Ковалёва, Мария Александровна
Мария Александровна Ковалёва — советский хозяйственный, государственный и политический деятель, Герой Социалистического Труда.

## Биография
Родилась в 1930 году в селе Цапково. Член КПСС с 1958 года.
С 1942 года — на хозяйственной, общественной и политической работе. В 1942—1990 гг. — колхозница колхоза имени Кирова Ново-Калитвенского района, трактористка, бригадир хлопководческой бригады колхоза имени Тимирязева Букинского района Ташкентской области, звеньевая, бригадир с-за «Бука» Букинского района Ташкентской области.
Указом Президиума Верховного Совета СССР от 8 апреля 1971 года присвоено звание Героя Социалистического Труда с вручением ордена Ленина и золотой медали «Серп и Молот».
Умерла после 1990 года.